# 亞歷山大·阿布拉緬科
亞歷山大·弗拉基米罗维奇·阿布拉緬科（烏克蘭語：Олександр Володимирович Абраменко；1988年5月4日—），烏克蘭自由式滑雪運動員，他代表烏克蘭隊參加了中國舉行的2022年冬季奧林匹克運動會，並且在男子空中技巧比賽上獲得銀牌。